# Elijahu Winograd
Elijahu Winograd (hebrejsky: אליהו וינוגרד, Elijahu Vinograd; prosinec 1926 – 13. ledna 2018) byl zastupující soudce izraelského Nejvyššího soudu a předseda Telavivského distriktního soudu. V oblasti soudnictví pracoval na různých pozicích v letech 1972 až 1996. Po svém odchodu z justice působil jako arbitr a stanul v čele řady vyšetřovacích komisí, z nichž lze zmínit například Winogradovu komisi, jejímž cílem bylo prošetřit izraelské selhání při druhé libanonské válce v roce 2006.

## Biografie
Narodil se v Tel Avivu ještě za dob britské mandátní Palestiny. V roce 1945 dokončil studia na Teachers College v Jeruzalémě a v letech 1948 až 1950 sloužil u Izraelských obranných sil. V roce 1950 absolvoval právo a ekonomii a o dva roky později se kvalifikoval jako právník, mezi roky 1952 až 1962 pracoval jako praktikant u Jizhar Harari & Associates a v letech 1960 až 1963 působil jako asistent distriktního státního zástupce v Tel Avivu. Následně v letech 1963 až 1972 pracoval jako obchodní poradce.
V roce 1972 byl jmenován soudcem městského soudu v Tel Avivu a opět let později soudcem telavivského distriktního soudu. V roce 1983 získal doktorát z práva na Hebrejské univerzitě v Jeruzalémě. V roce 1987 nakrátko působil jako zastupující soudce Nejvyššího soudu. V letech 1989 až 1996 pak stanul v čele Telavivského distriktního soudu.
Po odchodu z oblasti soudnictví působil jako arbitr a zastával řadu veřejných funkcí. Stanul též v čele několika vyšetřovacích komisí. Mezi jím prošetřovaná témata patřily poplatky za studium na vysokých školách, dohoda o penzích, hodnost Jicchaka Mordechaje, status Rona Arada, dárcovství krve etiopských Židů, autorita vojenského cenzora a druhá libanonská válka.
Poslední zmíněnou ustanovila vláda k prošetření izraelského neúspěchu při druhé libanonské válce. Výsledná zpráva komise označila za viníky izraelského neúspěchu premiéra Ehuda Olmerta, ministra obrany Amira Perece a náčelníka Generálního štábu Dana Chaluce (poslední zmíněný pod tlakem veřejnosti rezignoval).
V roce 1950 se oženil a s manželkou Jocheved měl tři děti. Společně žili dlouhá léta v Ramat ha-Šaron. V roce 2003 Winograd ovdověl a poté se přestěhoval do Herzliji.